# Peter Howson
Pour les articles homonymes, voir Howson.
Peter Howson est un peintre britannique né à Londres le 27 mars 1958. Avec d'autres contemporains comme Adrian Wiszniewski, Steven Campbell et Ken Currie, ils recréèrent l'art figuratif et furent baptisés les nouveaux Glasgow Boys.

## Les débuts
Sa famille se déplaça à Prestwick (South Ayrshire) quand il avait quatre ans. Il passa quelque temps dans les Royal Highland Fusiliers mais échoua en 1979 à intégrer la Glasgow School of Art.
Ses premières œuvres sont largement inspirées par les ouvriers masculins, une des plus fameuses étant The Heroic Dosser (1987) (le clochard héroïque). 
Plus tard, il fut considéré comme le peintre officiel de la guerre civile en Bosnie (1993). À cette occasion, il produisit quelques-unes de ses œuvres les plus choquantes et controversées, en présentant dans le détail les atrocités du temps. Une peinture en particulier, Croates et musulmans ((en) Croatian and Muslim), représentant un viol dans le détail créa la controverse, non seulement par sa représentation explicite, mais également parce que Howson avait choisi de peindre la vision des victimes plutôt que de témoigner de la réalité.
La plupart de ses travaux mettent en scène les stéréotypes des classes les plus défavorisées. Il représenta des bagarres entre ivrognes, par moments physiquement déformés, et présenta un message souvent inapproprié sur son travail réel. Ceci fut peut-être une conséquence de ses expériences passées.

## Ses travaux récents
Récemment (en 2000), ses travaux exprimèrent un sentiment religieux très fort que certains attribuèrent aux traitements de ses addictions à l'alcool et aux drogues. Il est également porteur du syndrome d'Asperger.
Il travailla également pour d'autres médias. On peut dire que sa diffusion la plus large fut avec un timbre-poste anglais qu'il réalisa en 1998 pour célébrer les réussites de la technologie au moment du nouveau millénaire. On dit que la reine Élisabeth II fut fâchée en voyant sa tête émergeant d'une cheminée.
De plus, ses œuvres furent utilisées comme couvertures pour des albums comme pour les groupes Live (Throwing Copper), The Beautiful South (Quench) et Jackie Leven (Fairytales for Hardmen).
Ses tableaux figurent dans des collections majeures, et particulièrement dans celles de célébrités comme David Bowie, Sylvester Stallone et Madonna (qui a inspiré de nombreuses peintures en 2002).